# Рики Пуђ
Рикард Пуђ Марти, познатији под надимком Рики, шпански је фудбалер који тренутно наступа за Лос Анђелес галакси.